# آن لوندبيرغ
آن لوندبيرغ (بالسويدية: Anne Lundberg)‏ هي صحفية ومقدمة تلفزيونية سويدية، ولدت في 29 مارس 1966 في Skurup ‏ في السويد.